# Cucumis leiospermus
Cucumis leiospermus là một loài thực vật có hoa trong họ Cucurbitaceae. Loài này được (Wight & Arn.) Ghebret. & Thulin mô tả khoa học đầu tiên năm 2007.